# Basket-ball Club Vita Club
Maillots
Le BC Vita Club est un club congolais de basket-ball, section du club omnisports de AS Vita Club basé dans la ville de Kinshasa en RD Congo.

## Féminin

### Palmarès

#### International
- Coupe d'Afrique centrale (1)
  - Vainqueur : 1997

#### National
- Coupe du Congo (11)
  - Champion : 1993[2],1994[2], 1995[2], 1996[2], 1997[2], 1999[2], 2001[2], 2015[3], 2016[4],[5], 2017[6], 2018[2]

#### Provincial
- Liprobakin (14)
  - Champion : 2015[7], 2016, 2017[8], 2019[9],[10] à completer

### Personnalités du Club
Le 31 mai 2022 l'entraîneur Papy Kiembe meurt d'une courte maladie.

#### Entraîneurs
- Théophile Ngoie wa Ngoie[11]
- 2015 - 2016 :  Ade Koko
- 2016 - 2019:  Papy Kiembe
- 2019 :  Agnès Mbudi [12],[13]
- 2019 - 2022:  Papy Kiembe
- 2023- :   Jericho Aluma Tumika

#### Présidents
- 1976-1980 : Jean-Jacques Kande Dzambulate
- 1980-1981 :  Philippe Babinyanga ya Liwanga
- 1981-1982 :  Marie-Thérèse Moleka[14]
- 1992-1994 :  Georges Jo Bakali Sembe
- 2016 :  Tshutshu [5]

- 2018 :  Barthélémy Kalembo Sangwa-A-Kitangwa
- 2018-2019 :  Popol Badjegate[12],[13]
- 2019 :  Papy Tondo [15]
- 2020-2021 :  Félix Bamana
- 2021- :  Albert Yende

## Masculin

### Palmarès

#### National
- Coupe du Congo (1)
  - Champion : 2022[17]